# 積算線量
積算線量（せきさんせんりょう、integral dose; cumulative dose）は、一定期間内の放射線の総量。熱ルミネッセンス線量計（熱蛍光線量計）または蛍光ガラス線量計を用いて測定する。

## 積算線量の実測
- 文部科学省は、2011年3月11日の福島第一原子力発電所事故を受け、同月23日に5地点に測定箇所を設けたのを皮切りに測定を開始、同25日より、福島第一原子力発電所から20Km以遠11地点（4月1日現在）の積算線量を毎日測定・公表している[3]。
- 新潟県では、27地点で蛍光ガラス線量計を用いて3ヶ月毎の積算の環境ガンマ線量を測定している[4]。
- 愛媛県では、調査地点31箇所を設け、測定場所にずっと居続けた場合に受ける放射線量の合計を測定できる蛍光ガラス線量計を用い、その場所がどのぐらい放射線の影響を受けているかどうかを調査している[5]。
- 鹿児島県では、蛍光ガラス線量計を備えた野外固定施設（モニタリングポイント）を、川内原子力発電所の周辺に、県が25地点、九州電力(株)が22地点、合計47地点設置し、3か月間の積算線量を測定している[6]。